# Tiffany Cohen
Tiffany Cohen (n. 11 iunie 1966, Culver City, California, SUA) este o înotătoare americană, medaliată olimpică. A participat la o ediție a Jocurilor Olimpice (1984) în care a câștigat două medalii de aur.